# Bouquet (álbum)
Bouquet es el quinto álbum de estudio de la cantante y compositora estadounidense Gwen Stefani. Se publicó el 15 de noviembre de 2024 a través de Interscope Records y representa su primer lanzamiento desde You Make It Feel Like Christmas, en 2017. Fue precedido por los sencillos «Somebody Else's» y «Swallow My Tears» e incluye el dúo «Purple Irises» con su esposo Blake Shelton, lanzado en febrero.

## Antecedentes y desarrollo
Stefani comenzó a trabajar en el proyecto en febrero de 2020 cuando escribió la canción «Cry Happy», surgida a partir de diversas letras que había recopilado en su teléfono. Esto la inspiró a seguir componiendo nueva música para su quinto álbum. Ese mismo año colaboró con su esposo en los sencillos de country pop «Nobody but You» y «Happy Anywhere». Ante los primeros anuncios sobre su nuevo disco, la crítica pronosticó que marcaría su regreso a la música pop, luego de una etapa en la que lanzó temas de country y navideños en años anteriores. En un comunicado aseguró que el álbum volvería a sus raíces en el reggae y el ska, y afirmó que se inspiró en acontecimientos mundiales como el movimiento Me Too y la pandemia de COVID-19 para crear música optimista y positiva, y explicó: «La música [reggae] siempre se basó en la unidad y la lucha contra el racismo; eso fue en los setenta. Luego nosotros (No Doubt) lo hicimos en los noventa. Y ahora, aquí estamos, de nuevo, en el mismo embrollo». En diciembre de 2020 lanzó el sencillo «Let Me Reintroduce Myself», influenciado musicalmente por su etapa en No Doubt, y en marzo de 2021 publicó «Slow Clap», con matices de hip hop; ambos temas estaban previstos para integrarse a su quinto álbum.
Stefani empezó a dar pistas sobre el nombre del proyecto el 6 de septiembre de 2024 al publicar una serie de fotografías en las que unas flores ocupaban un lugar destacado. El álbum se anunció oficialmente el 18 de septiembre, acompañado de la portada y el título, Bouquet, su primer lanzamiento desde You Make It Feel Like Christmas, en 2017. La cantante comentó que el disco presenta un «motivo floral», reflejado en títulos como «Marigolds», «Empty Vase» y «Late to Bloom», e indicó que se inspiró en «toda la música que escuchaba en la camioneta camino a la iglesia» durante su infancia. Aunque la portada muestra a Stefani con un sombrero vaquero, ella insistió en que Bouquet no es un proyecto de country, sino de yacht rock influido por los éxitos pop de la radio de los años 1970. Lo creó tras un período de «sanación y transición» derivado del divorcio con su exesposo Gavin Rossdale, situación que también inspiró parte del contenido de su álbum de 2016, This Is What the Truth Feels Like. Según ella, no pudo grabar el proyecto con regularidad debido a sus responsabilidades parentales, por lo que lo realizó en «ráfagas concentradas de creatividad». En una entrevista con Nick Levine, de NME, agregó: «No voy al estudio cada día para dar rienda suelta a mis caprichos... Es como: “oye, los niños están en el colegio, tengo tres horas, así que voy a ver si puedo bajar y escribir”».

## Composición

### Carátula
Dada la imagen de portada del álbum, en la que se muestra a Stefani con un sombrero vaquero, la crítica predijo que sería su primer disco de country. La ilustración es una fotografía de ella con un traje a cuadros marrón, sosteniendo una única flor blanca, recostada sobre una cama. En respuesta, Dylan Kickham, de Nylon, anticipó que «montaría la tendencia vaquera como un bronco [término que se utiliza para describir a un caballo que se agita y salta, comportamiento conocido en inglés como bucking] en, al menos, parte de su nueva música».

### Música y letras
Stefani lo describió como un disco repleto de «joyas de la radio pop rock de los setenta» con influencias de Nashville. Abre con «Somebody Else's», una canción de heartland rock que fusiona elementos del pop propio de Stefani y el sonido country característico de Shelton. Su letra narra el desprendimiento de una relación pasada (“I don't know what a woman like me was doing with a man like you” —en español: «No sé qué hacía una mujer como yo con un hombre como tú»—). Bouquet cierra con «Purple Irises», un dúo con Shelton que constituye la única colaboración del proyecto. Un tema romántico, originalmente pensado en solitario, se revisó líricamente para incluir a Shelton. La pareja canta acerca de encontrar el amor mutuo tras desamores anteriores. La línea “It's not 1999 / But this face is still mine” —«No es 1999/Pero este rostro sigue siendo mío»— hace referencia a lo que Stefani considera un hito en su vida y a los cambios que ha experimentado desde entonces.

## Promoción

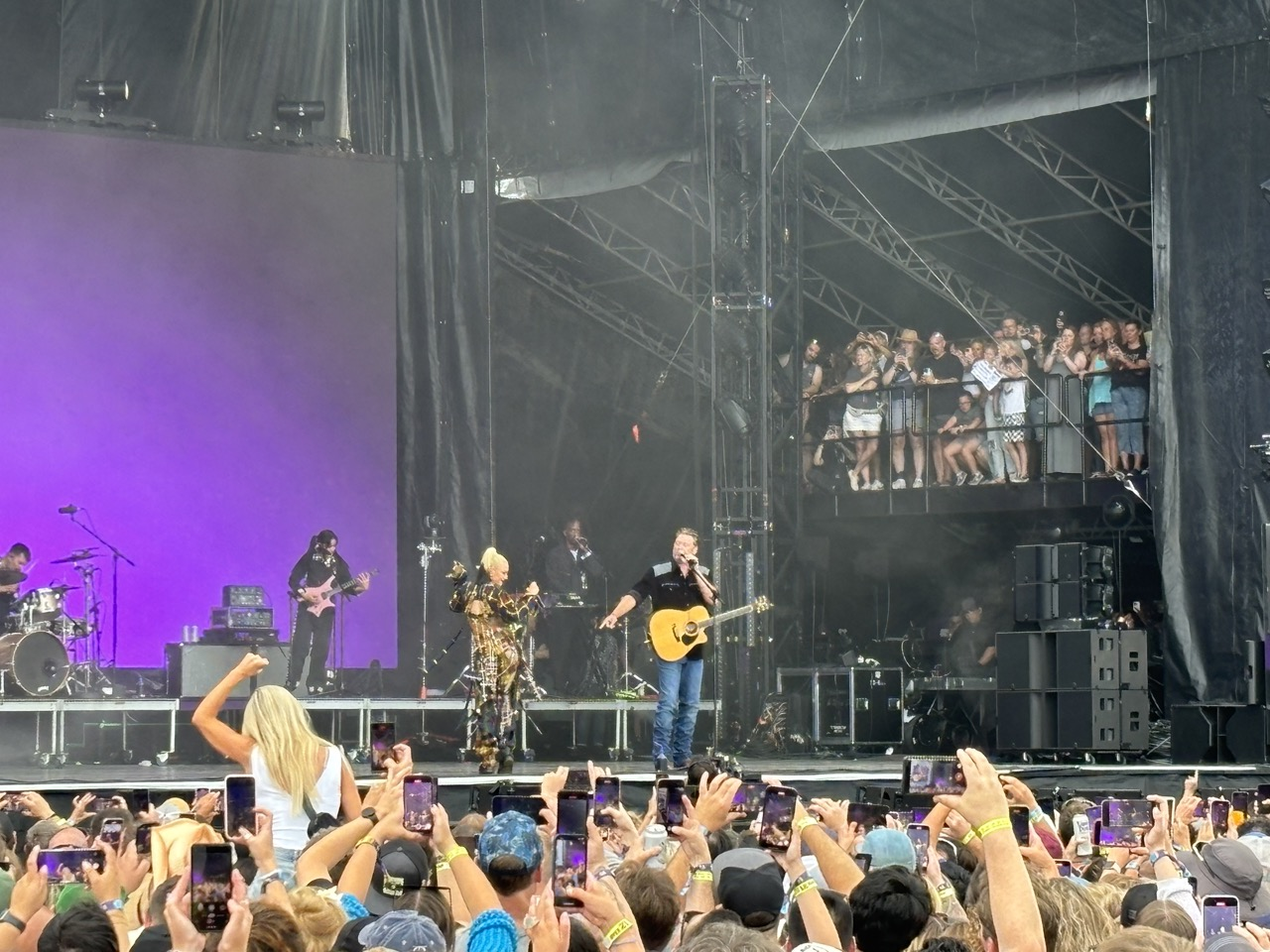
La pareja interpretando «Purple Irises» en directo en julio de 2024.

«Purple Irises», un dúo con Shelton, se lanzó meses antes del anuncio oficial del álbum, el 9 de febrero de 2024. Su salida se produjo antes de su debut en vivo en el Super Bowl LVIII y apenas unos días después del lanzamiento del epé digital Love Language de Shelton —que incluyó las colaboraciones previas con Stefani «Nobody but You» y «Happy Anywhere»—. Se acompañó de un lanzamiento para rotación en emisoras de la radio de éxitos contemporáneos en Estados Unidos, alcanzando los puestos 15 y 16 en las listas de Adult Contemporary y Adult Pop Airplay, respectivamente. Su videoclip lírico se publicó en el canal de YouTube de Stefani el 14 de febrero de 2024.
Tras el anuncio oficial del disco, se designó a «Somebody Else's» como sencillo principal. Se lanzó digitalmente el 20 de septiembre de 2024, acompañado de un videoclip en YouTube. También fue enviado a la emisora de radio de éxitos contemporáneos, alcanzando el puesto 23 en la lista Adult Airplay en Estados Unidos. En Japón, figuró en la lista Hot Overseas de Billboard Japan en el puesto nueve. Tuvo su primera actuación en vivo televisada en Jimmy Kimmel Live! el 1 de octubre. Finalmente, «Swallow My Tears» fue lanzado como el siguiente sencillo el 25 de octubre.

## Comentarios de la crítica
Bouquet recibió reseñas mixtas por parte de la crítica musical. En Metacritic, que utiliza un promedio ponderado, obtuvo un puntaje promedio de 56 basado en ocho evaluaciones. Brendan Sharp, de Clash, lo describió como un trabajo de «vibra inspirada en la música country», en el que Stefani «muestra una verdadera vulnerabilidad en sus letras conmovedoras», y destacó que «hay un marcado sentido de profundidad emocional en el corazón de Bouquet, que parece capturar a Stefani en la cumbre de su talento como compositora». En contraste, Sal Cinquemani, de Slant Magazine, consideró que las letras reflejan «una visión regresiva de Stefani» sobre las mujeres, ya que «resulta difícil conciliar a la artista que se dio a conocer con el himno “neofeminista” de No Doubt, “Just a Girl”». También opinó que los arreglos eran «convencionales y sin riesgo».

## Lista de canciones
| Bouquet |                                     |                                                                                           |          |  |
| N.º     | Título                              | Escritor(es)                                                                              | Duración |  |
| 1.      | «Somebody Else's»                   | Gwen Stefani, Fred Ball, Jacob Kasher, Nick Long, Madison Love, Jake Torrey, Henry Walter | 3:44     |  |
| 2.      | «Bouquet»                           | Stefani, Ball, Mark Landon, Long, Love, Walter                                            | 3:25     |  |
| 3.      | «Pretty»                            | Stefani, Long, Love, Walter                                                               | 3:13     |  |
| 4.      | «Empty Vase»                        | Stefani, Long, Love, Walter                                                               | 2:58     |  |
| 5.      | «Marigolds»                         | Stefani, Svante Halldin, Jakob Hazell, Niko Rubio                                         | 2:42     |  |
| 6.      | «Late to Bloom»                     | Stefani, Landon, Long, Love, Walter                                                       | 3:26     |  |
| 7.      | «Swallow My Tears»                  | Stefani, Hindlin, Long, Love, Walter                                                      | 2:54     |  |
| 8.      | «Reminders»                         | Stefani, Ilsey Juber, Stephen McGregor                                                    | 3:18     |  |
| 9.      | «All Your Fault»                    | Diane Warren                                                                              | 3:45     |  |
| 10.     | «Purple Irises» (con Blake Shelton) | Stefani, Halldin, Hazell, Rubio                                                           | 3:40     |  |
| 33:05   |                                     |                                                                                           |          |  |

## Personal
Músicos
- Gwen Stefani — voz
- Sam Bergeson — guitarra eléctrica, programación, sintetizador (todas las pistas); guitarra slide (pistas 1–3, 7–10), coros (pistas 1, 2, 10), teclados (pistas 2, 3, 7, 9), voces (pistas 4–6, 8, 9), percusión (pista 9)
- Jessi Alexander — coros
- Perry Coleman — coros
- Tony Lucido — bajo
- Fred Eltringham — batería
- Todd Lombardo — guitarra eléctrica (pistas 1, 10), guitarra acústica (pistas 2–9)
- Tom Bukovac — guitarra eléctrica
- Gordon Mote — piano Rhodes (pistas 1, 7, 10), piano (pistas 2–9), sintetizador (pistas 2–5, 7), órgano (pistas 5, 6, 8, 9)
- Jerry McPherson — guitarra eléctrica (pista 2)

Técnico
- Scott Hendricks — producción, ingeniería adicional
- Andrew Mendelson — masterización
- Jeff Juliano — mezcla
- Zack Zinck — ingeniería
- Zachary Acosta — ingeniería adicional
- Terry Watson — ingeniería adicional (pistas 1–5, 7)
- Sam Bergeson — ingeniería adicional (pistas 1–4, 7–10)
- Brendon Hapgood — ingeniería adicional (pistas 1, 5, 6, 8, 10)
- Samuel Hayes — ingeniería adicional (pistas 2–9)
- Adam Battershell — asistencia en masterización
- Andrew Darby — asistencia en masterización
- Joey Salit — asistencia en masterización
- Luke Armentrout — asistencia en masterización
- Taylor Chadwick — asistencia en masterización
- Nate Juliano — asistencia en mezcla
- Shannon Finnegan — coordinación de producción

## Posicionamiento en listas
| Bélgica        | Ultratop Flanders                        | 136 |
| Escocia        | Scottish Singles and Albums Charts (OCC) | 94  |
| Suiza          | Schweizer Hitparade                      | 80  |
| Reino Unido    | UK Album Downloads Chart (OCC)           | 20  |
| Reino Unido    | UK Album Sales (OCC)                     | 44  |
| Estados Unidos | Billboard 200                            | 95  |